# Ваньковка
Ва́ньковка (рос. Ваньковка) — присілок у складі Ішимського району Тюменської області, Росія.
Стара назва — Гуськово.
Населення — 659 осіб (2010, 648 у 2002).
Національний склад станом на 2002 рік:
- росіяни — 93 %